# رمزی، کمبریج‌شر
latitudeرمزی، کمبریج‌شرlongitudeرمزی، کمبریج‌شر
رمزی، کمبریج‌شر (به انگلیسی: Ramsey, Cambridgeshire) یک منطقهٔ مسکونی در انگلستان است که در شرق انگلستان واقع شده‌است.